# میخائیل فرادکوف
میخائیل اِفیموویچ فرادکوف (به روسی: Михаи́л Ефи́мович Фрадко́в)
(زادهٔ ۱ سپتامبر ۱۹۵۰) سیاست‌مدار و اقتصاددان اهل کشور اتحاد جماهیر سوسیالیستی شوروی سابق و روسیهٔ کنونی است.